# Comuna Holubivka, Seredîna-Buda
Holubivka (în ucraineană Голубівка) este o comună în raionul Seredîna-Buda, regiunea Sumî, Ucraina, formată din satele Holubivka (reședința), Lisne, Poliske și Zaricicea.

## Demografie
Componența lingvistică a comunei Holubivka
     Rusă (79,55%)
     Ucraineană (20,45%)
Conform recensământului din 2001, majoritatea populației comunei Holubivka era vorbitoare de rusă (79,55%), existând în minoritate și vorbitori de ucraineană (20,45%).